# Forgotton Anne
Forgotton Anne (с англ. — «Забытая Энн») — компьютерная приключенческая игра в жанре платформера, разработанная независимой компанией ViaLine Games и изданная Square Enix Collective. Игра отличается рисованным аниме-стилем и оркестровой партитурой в исполнении Копенгагенского филармонического оркестра. Выпуск состоялся 15 мая 2018 года для Windows, Xbox One, PlayStation 4, 9 ноября 2018 года для Nintendo Switch и 26 июня 2019 года для операционной системы iOS.

## Сюжет
Сюжет разворачивается в волшебной параллельной вселенной Forgotten Lands (с англ. — «Забытые земли»), в которую попадают все забытые или потерянные вещи (забывчики) из нашего мира, живущие надеждой, что однажды о них снова вспомнят и вернут в реальность. Забытые вещи живут в этом мире не вечно: заряженные особой энергией — анимой — они живут до тех пор, пока она не иссякнет, после чего превращаются в зелёные кристаллы. Игрок управляет девушкой по имени Энн — смотрящей, в чьи задачи входит слежение за порядком в Забытых землях. Для этих целей она использует перчатку, в которую вставлена часть кристалла «АРКА», наделяющая её способностью выкачивать аниму из непокорных вещей, и крылья.
На момент повествования, наставник Энн Бонку завершает своё изобретение — Мост в Эфир, — с помощью которого он с Энн и лояльными к нему забывчиками сможет вернуться в реальный мир, но его планам мешают неподконтрольные забывчики во главе с неким Фигом. Энн берется за поручение подавить сопротивление повстанцев.
По мере прохождения, Энн внедряется в ряды сопротивления и знакомится с Фигом, который является манекеном с лицом на туловище. Фиг приводит девушку в логово забывчиков-повстанцев, где открывает ей страшную тайну: Энн и Бонку тоже являются забывчиками, а их долгое нахождение в Забытых землях происходит только за счет кристалла АРКА, части которого они носят с собой. Один из мятежников — светильник Ламп — отбирает у Энн АРКА, из-за чего она начинает медленно превращаться в кристалл. Но за секунды до превращения её спасает Фиг, выкрав перчатку у Лампа. Он отводит девушку на Фабрику, где работают забывчики, и раскрывает Энн другую страшную тайну: на самом деле для строительства моста Бонку выкачивал аниму из забывчиков, обещая им за лояльность к нему билет в реальный мир. Энн понимает мотивацию повстанцев и меняет своё к ним отношение. Она решает поговорить с Бонку, чтобы тот прекратил свои действия.
На пути к Бонку, Энн находит тайник, где находится «сердце анимы» — Хранительница. Она объясняет девушке, что Энн предстоит выбор между возвращением в реальный мир и сохранением мира забывчиков.
Наконец, дойдя до башни мастера Бонку, тот успевает запустить Мост в Эфир, но Энн удается завладеть частью АРКА, которая была у Бонку, тем самым давая Хранительнице восстановить силы. Хранительница предлагает девушке выбор: уйти с Бонку в мир людей через мост и уничтожить тем самым Забытые земли, либо сохранить мир забытых вещей, но Энн и Бонку обратятся в кристаллы, так как уже слишком долго в нём находятся. Каноничной концовкой является самопожертвование: если игрок выберет вариант пройти через мост, то игра начнётся заново.
После титров мы видим, как Фиг и другие забывчики устраивают жизнь в Забытых землях, а кристаллы Энн и Бонку устанавливают как памятник на главной площади.

## Игровой процесс
Игра представляет собой двумерный платформер. На протяжении игры главной героине предстоит перемещаться между Башней Бонку, фабрикой и городом забывчиков, по пути решая несложные головоломки, связанные с запуском механизмов с помощью анимы, а также взаимодействуя с жителями Забытых земель. Для манипуляции с анимой Энн может использовать свою часть кристалла АРКА, а для высоких и длинных прыжков, она может использовать свои крылья, при условии, что её перчатка заряжена.
Немалая роль отводится внутриигровым диалогам. Во время разговоров игра будет предлагать варианты ответов, которые будут влиять на некоторые игровые ситуации. Так как сюжет подаётся небольшими порциями, а в самом начале игры многое не понятно, игрок может делать выбор не принимая в расчёт моральную сторону решения, понимая правильность выбора в момент наступления последствия.

## Критика
| Сводный рейтинг | Сводный рейтинг                                |
| Агрегатор       | Оценка                                         |
| --------------- | ---------------------------------------------- |
| GameRankings    | - PC: 75,67 % - PS4: 78,07 %                   |
| Metacritic      | PC: 76/100 PS4: 78/100 XONE: 83/100 NS: 82/100 |

С момента своего выпуска Forgotton Anne получила «в целом благоприятные отзывы» на Metacritic для ПК, PS4, Xbox One и Nintendo Switch.
Игра была номинирована на «Origina Song» с «Forgotten Anne» на 9-й премии Hollywood Music in Media Awards, на «Best Storytelling» на церемонии вручения премии Golden Joystick Awards 2018, на «Outstanding Achievement in Original Music Compisiont» на DICE Awards, и на «Excellence in Visual Art» на Independent Games Festival Awards.